# Mosaico de selva y sabana del Congo meridional
El mosaico de selva y sabana del Congo meridional es una ecorregión de la ecozona afrotropical, definida por WWF, que se extiende entre la República Democrática del Congo y Angola.

## Descripción
Es una ecorregión de sabana que ocupa 569.700 kilómetros cuadrados en una amplia zona del sur de la República Democrática del Congo y una pequeña parte del noreste de Angola.
Limita al norte con la selva de tierras bajas del Congo central, la selva pantanosa del Congo oriental y la selva de tierras bajas del Congo nororiental, al oeste con el mosaico de selva y sabana del Congo occidental, al este con la selva montana de la falla Albertina y al sur con la sabana arbolada de miombo de Angola y la sabana arbolada de miombo del Zambeze central.

## Estado de conservación
Vulnerable.